# Serco
Serco Group plc ist ein an der London Stock Exchange notiertes britisches Dienstleistungsunternehmen. Serco war bis 2013 im FTSE 100 Index gelistet, musste diesen jedoch im September 2013 nach einem Kapitalrückgang verlassen und ist seitdem im FTSE 250 Index enthalten. Sein Hauptsitz befindet sich in Hook in der Grafschaft Hampshire. Der Sitz des Londoner Büros befindet sich im Stadtteil Westminster.

## Leistungsangebot
Serco ist in Europa, dem Nahen Osten, in Ostasien, Australien und Nordamerika aktiv, erwirtschaftet den größten Teil seines Umsatzes aber nach wie vor in Großbritannien. Der Großteil des Gewinns erwirtschaftet das Konzern außerhalb Großbritanniens im Ausland. Die Kunden stammen vorwiegend aus dem öffentlichen Sektor. Das Wachstum des Unternehmens gründet sich vorwiegend auf den Trend zum Outsourcing von Dienstleistungen. Sercos Aktivitäten umfassen technische Unterstützung für das britische Verteidigungsministerium, IT-Support-Dienste, Flugsicherung, Satellitenkontrolle und Straßenverkehrsmanagementsysteme sowie das Betreiben von Justizvollzugsanstalten in den Ländern Australien, Deutschland, Neuseeland und Großbritannien. Das private Dienstleistungsunternehmen übernimmt rund um die Welt zahlreiche Dienste in den verschiedensten Einrichtungen des Staats vom Transport, Gesundheit, Kommunikation, Wartung und Instandhaltung bis hin zum Betrieb, Leitung bzw. Verwaltung von Gefängnisse oder Flüchtlingsheimen. Als diversifiziertes Dienstleistungskonzern ist die Serco Group auch im Rüstungssektor tätig, beispielsweise in der Entwicklung, Produktion und Instandhaltung von Atomwaffen. Das Unternehmen war 2020 unter Rang 62 in der Liste der Top-100-Rüstungskonzerne vom Stockholmer internationalen Friedensforschungsinstitut (SIPRI) aufgeführt.

### Eisenbahn
Weiterhin ist Serco als Eisenbahnverkehrsunternehmen aktiv. Das Unternehmen betreibt Merseyrail Electrics. 

#### Betrieb eingestellt oder verkauft
- Zusammen mit Ansaldo STS betrieb Serco die Metro Kopenhagen, wobei das Unternehmen seine Anteile zum 1. Januar 2008 verkaufte.[10]
- Von 1997 bis 2014 betrieb Serco die Docklands Light Railway (DLR), eine fahrerlose Hoch- und Untergrundbahn in den Docklands, dem ehemaligen Hafengebiet im Osten von London.
- Von 1999 bis 2015 betrieb Serco die Great Southern Railway in Australien.
- Vom 12. Dezember 2004  bis 31. März 2016 betrieb Serco das Franchise Northern Rail in Nordengland.
- Vom 31. März 2015 bis 25. Juni 2023 betrieb Serco die als Caledonian Sleeper bezeichneten Nachtzugverbindungen zwischen London und Schottland.

### Flugverkehr
Bis 2020 war Serco der Betreiber des Scatsta Airport. 

### Schifffahrt
Auch im Fährgeschäft ist Serco mit dem Betrieb der NorthLink Ferries zwischen dem schottischen Festland und den Orkney- und Shetland-Inseln seit 2012 aktiv.

## Geschichte
Serco wurde 1929 als britische Abteilung der Radio Corporation of America unter dem Namen „RCA Services Limited“ gegründet und erbrachte Dienstleistungen für die Filmindustrie. Das Unternehmen benannte sich 1987 in „Serco Limited“ um und firmierte sich zum Börsengang 1988 in die Serco Group plc um.
Zur Zeit der COVID-19-Pandemie erhielt die Serco Group vom britischen Staat Aufträge in Millionenhöhe, beispielsweise als einer der größten Dienstleister beim Betrieb und Verwaltung von Corona-Testzentren.
Im Jahr 2022 hat Serco das in europäischen Ländern in der Betreuung von geflüchteten Menschen tätige Unternehmen ORS übernommen. Menschenrechtsorganisationen kritisieren, dass Serco mit der Unterbringung von Migranten und Asylbewerbern beauftragt wird, während es gleichzeitig Dienstleistungen für militärische Konflikte leistet, durch die es zur Entstehung von Fluchtursachen beitrage. Wegen „gravierender Mängel“ kündigte das Land Berlin der Serco-Tochterfirma ORS im April 2024 drei Verträge zum Betrieb von Flüchtlingsunterkünften. Ende 2024 verdient Serco mit seinen Tochterunternehmen an 130 Unterkünften "große Gewinne".

## Tätigkeit in Deutschland
Die bisherige deutsche Tochtergesellschaft Serco GmbH, die aus der Elekluft hervorgegangen ist und die die privatisierte Justizvollzugsanstalt Hünfeld mit betreibt (Nichthoheitliche Aufgaben), hat sich nach einem Management Buy Out zum 1. Juli 2012 in steep GmbH umbenannt.
Serco hat im März 2024 den Abschluss der Übernahme der European Homecare GmbH, einem Anbieter von Migrationsdiensten für den öffentlichen Sektor in Deutschland, nach behördlicher Genehmigung bekannt gegeben. Serco hatte die Übernahme bereits im Dezember 2023 angekündigt. Damals teilte Serco mit, dass es European Homecare für 40 Millionen Euro von der Korte-Stiftung übernehmen würde.

## Tätigkeit in Australien
In Australien hat die dortige Bundesregierung Serco mit der Verwaltung und dem Betreiben von 11 Einwanderungshaftanstalten (Stand 2018) im Rahmen ihrer praktizierten Migrations- und Asylpolitik Australiens beauftragt, dabei war das Unternehmen in der Vergangenheit in zahlreiche Skandale verwickelt.